# Alexandre do Nascimento
Alexandre do Nascimento (n. 1 martie 1925, Provincia Malanje, Angola – d. 28 septembrie 2024, Luanda, Angola) a fost un cardinal angolez, arhiepiscop emerit de Luanda.
În anul 1983 a fost numit cardinal de către papa Ioan Paul al II-lea. A fost primul episcop de Angola pentru a deveni cardinal.
Din 5 iunie 2015 a intrat în Ordinul dominican.